# Transportujuća ATPaza fosfata
Transportujuća ATPaza fosfata (EC 3.6.3.27, ABC fosfatni transporter) je enzim sa sistematskim imenom ATP fosfohidrolaza (import fosfata). Ovaj enzim katalizuje sledeću hemijsku reakciju
ATP + 2O + fosfatout {\displaystyle \rightleftharpoons } ADP + fosfat + fosfatin
Ova ATPaza ABC-tipa je karakteristična po prisustvu dva slična ATP-vezujuća domena.

## Spoljašnje veze
- Phosphate-transporting+ATPase на 